# Cambra
Cambra é uma povoação portuguesa do Município de Vouzela que foi sede da extinta Freguesia de Cambra, freguesia que tinha 25,39 km² de área e 1 244 habitantes (2011), e, por isso, uma densidade populacional de 49 hab/km².
A Freguesia de Cambra foi extinta (agregada), a partir de 29 de Setembro de 2014, tendo o seu território passado a fazer parte integrante da então criada União de Freguesias de Cambra e Carvalhal de Vermilhas.

## População
| População da Freguesia de Cambra | População da Freguesia de Cambra | População da Freguesia de Cambra | População da Freguesia de Cambra | População da Freguesia de Cambra | População da Freguesia de Cambra | População da Freguesia de Cambra | População da Freguesia de Cambra | População da Freguesia de Cambra | População da Freguesia de Cambra | População da Freguesia de Cambra | População da Freguesia de Cambra | População da Freguesia de Cambra | População da Freguesia de Cambra | População da Freguesia de Cambra |
| -------------------------------- | -------------------------------- | -------------------------------- | -------------------------------- | -------------------------------- | -------------------------------- | -------------------------------- | -------------------------------- | -------------------------------- | -------------------------------- | -------------------------------- | -------------------------------- | -------------------------------- | -------------------------------- | -------------------------------- |
| 1864                             | 1878                             | 1890                             | 1900                             | 1911                             | 1920                             | 1930                             | 1940                             | 1950                             | 1960                             | 1970                             | 1981                             | 1991                             | 2001                             | 2011                             |
| 1 721                            | 1 786                            | 1 783                            | 1 899                            | 1 918                            | 1 872                            | 1 717                            | 1 934                            | 1 844                            | 1 689                            | 1 596                            | 1 655                            | 1 452                            | 1 366                            | 1 244                            |

No ano de 1864 pertencia ao concelho de Oliveira de Frades, tendo passado a pertencer ao actual concelho (atual município) por decreto de 2 de novembro de 1871.

## Geografia
Cambra, assim chamada por ter nascido e crescido ao longo do rio Cambar, hoje rio Alfusqueiro, era uma das maiores freguesias do Município de Vouzela englobando os seguintes lugares: Cambra (Igreja), Cambra de Baixo, Levides, Mogueirães, Pés-de-Pontes, Paredes Velhas, Caveirós de Baixo, Caveirós de Cima, Confulcos, Tourelhe, Corujeira, Santa Comba e Chã.
Situada na encosta noroeste da Serra do Caramulo, também conhecida por “Cambra da Serra”, para que não haja confusões com a zona de Vale de Cambra, tem por padroeiro São Julião e foi entregue no concelho a que pertence por decreto datado de 2 de Novembro de 1876.
Consta que esta freguesia foi uma honra antiga, com origem em tempos anteriores à própria nacionalidade e sabe-se que, no ano de 1002, num documento, há referência a rivulo cambar.

## Património natural
- Em Caveirós de Cima onde do miradouro de Santo Antão pode-se admirar uma boa parte das outras povoações
- Em Cambra encontram-se as águas límpidas dos dois maiores rios que sulcam estas terras: o rio Alfusqueiro e o rio Couto, também conhecido por rio do Vale da Cale. Ao longo dos seus percursos espalham-se os inevitáveis moinhos de água, verdadeiras obras de engenharia popular que tal como poldras, açudes, cales e levadas são testemunhas do tempo, ainda recente, em que o homem não dependia tanto das máquinas e dos combustíveis para moer os seus cereais e regar os seus campos.
- Em Cambra de Baixo, bela pelo cinzento granítico das suas casas e pelos verdes mimosos dos campos, existe a Cova do Lobisomem onde, segundo a lenda, o enorme monstro peludo se refugiava do olhar dos homens. Nesta gruta, situada nas margens do Rio do Vale da Cale, refere Amorim Girão, haver vestígios de ocupação humana em tempos remotos.

## Património cultural

### Festas, feiras e romarias
- Grupo de Trajes e Cantares de Cambra
- Junto da Capela do Divino Espírito Santo nos fins de Maio ou princípios de Junho, se realiza uma das suas mais características festas: o Arraial do Espírito Santo.
- Em Caveirós de Cima localiza-se a Capela de Santo Antão, outrora igreja paroquial, cujos devotos lhe dedicam uma romaria no dia 17 de Janeiro.
- Em Tourelhe encontra-se a Ermida de Santa Luzia, de onde se tem uma bela vista e cuja festa/romaria se dá em finais de Julho.

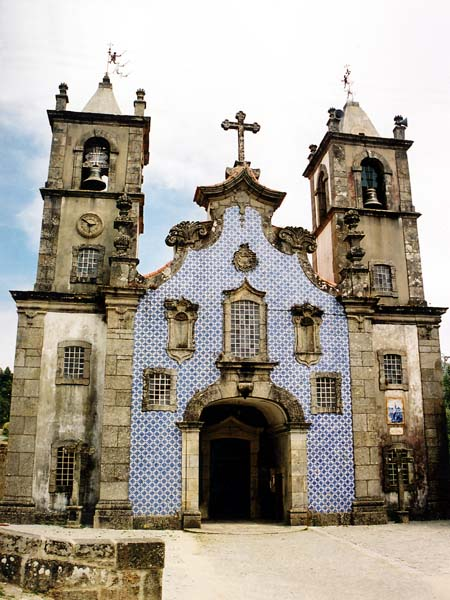
Igreja Paroquial de Cambra.

### Património edificado
- Casa Solar da Igreja
- Casa no lugar da Corujeira
- Igreja Paroquial de Cambra ou Igreja de São Julião, edifício do século XVIII, com frontaria revestida de azulejos azuis e ornada por duas torres sineiras. No seu interior, para além da riqueza da talha dourada, destaca-se o belo tecto com caixotões pintados com cenas da vida de santos e a necessitarem de urgente restauro. São de referir também as belas imagens dos seus altares, sem esquecer a desaparecida Senhora do Rosário que era sem dúvida a mais valiosa.
- A Torre de Cambra, localizada entre os referidos rios, junto da Capela do Divino Espírito Santo.
- Na povoação de Igreja pode-se admirar o imponente brasão do Solar de Cambra, recentemente restaurado.
- Em Santa Comba, já quase nos limites da freguesia, destaca-se a Capela na qual se realiza a romaria da Santa Combinha. Umas centenas de metros mais abaixo, em Tourelhe, fica a Ermida de Santa Luzia, no monte do mesmo nome, com belo panorama.
- Em Pés-de-Pontes, destacam-se a Capela de Nossa Senhora das Dores e algumas moradias em granito recuperadas para utilização como segunda habitação ou casa de férias.